# Zmysły (film)
Zmysły (wł. Senso) – włoski melodramat kostiumowy z 1954 roku w reżyserii Luchino Viscontiego, zrealizowany na podstawie powieści Camillo Boito o tym samym tytule.

## Fabuła
Akcja filmu rozpoczyna się w 1866 r. w weneckiej operze Teatro La Fenice, podczas przedstawienia Trubadur Verdiego. Operę przerywa głośny protest włoskich nacjonalistów przeciwko obecności w teatrze okupacyjnych austriackich wojskowych. Dochodzi do sprzeczki między włoskim patriotą, markizem Roberto Ussolim (Massimo Girotti), a austriackim lejtnantem Franzem Mahlerem (Farley Granger). Kuzynka markiza, hrabina Livia Serpieri (Alida Valli), jest tego świadkiem i stara się ukryć fakt, że to Roberto zorganizował protest. Przypadkowe spotkanie, nieszczęśliwie zamężnej z dużo starszym arystokratą, kobiety i Franza staje się początkiem wielkiej namiętności. Nawet pomimo tego, że Austriak był odpowiedzialny za zesłanie Ussolimiego na wygnanie za jego radykalne zachowanie. Zauroczona Livia zdaje się być nieświadoma tego a Franz podsyca romans wykorzystując hrabinę dla jej pieniędzy i statusu społecznego.
Sytuacja w Wenecji pogarsza się, gdy do wojny z Austrią przystępują Prusy. Mąż Liwii zabiera ją do ich willi na wsi w Aldeno. Pewnej nocy zjawia się tam Franz prosząc ją o pieniądze, którymi chciał opłacić lekarzy, aby uniknąć udziału w walkach na froncie. Kobieta ulega mu i przekazuje Mahlerowi wszystkie pieniądze, które powierzył jej Roberto, aby przekazała organizatorom powstania walczącym z Austriakami. Franz wyjeżdża do Werony. Zdrada Livii pośrednio przyczynia się do porażki włoskich wojsk. Obarczona poczuciem winy, które potęguje brak kontaktu z kochankiem doprowadza ją prawie do szaleństwa. W końcu otrzymuje list, w którym dziękuje Liwii za wsparcie finansowe, dzięki któremu uniknął walki na froncie, ale też prosi aby go nie szukała. Kobieta jedzie do Werony, gdzie zastaje pijanego Franza z kochanką w mieszkaniu, które opłaca za jej pieniądze. W gniewie  Livia udaje się do kwatery głównej armii austriackiej, gdzie denuncjuje Mahlera jako dezertera wręczając generałowi list Franza. Kiedy wzburzenie opada, próbuje go ratować, ale jest już za późno. Franz zostaje rozstrzelany.

## O filmie
Film jest adaptacją powieści Zmysły Camillo Boito. To pierwszy kostiumowy i pierwszy barwny film Luchino Viscontiego. Odzwierciedla zarówno poglądy polityczne reżysera, jak i jego upodobania estetyczne. Visconti był z urodzenia arystokratą i komunistą z przekonań. Zrealizował film z typowym dla siebie pietyzmem w odtworzeniu realiów epoki.
Zdjęcia kręcono w Wenecji i Rzymie, a także w Lugo di Vicenza (prowincja Vicenza), Valeggio sul Mincio i Sona (prowincja Werona). Asystentami Viscontiego na planie tego filmu byli Franco Zeffirelli i Francesco Rosi, późniejsi znakomici reżyserzy filmowi i teatralni.

## Obsada
- Alida Valli jako hrabina Livia Serpieri
- Farley Granger jako porucznik Franz Mahler
- Enrico Maria Salerno jako porucznik Franz Mahler (głos)
- Massimo Girotti jako Markiz Roberto Ussoni
- Heinz Moog jako hrabia Serpieri
- Bruno Persa jako hrabia Serpieri (głos)
- Rina Morelli jako Laura, gospodyni domowa
- Marcella Mariani jako Clara, prostytutka
- Christian Marquand jako a czeski urzędnik
- Anita Cerquetti jako Leonora
- Cristoforo De Hartungen jako dowódca na Piazza Veneto
- Marianne Leibl jako żona generała austriackiego
- Sergio Fantoni jako Luca
- Tino Bianchi jako kapitan Meucci